# Здвинский сельсовет
Здвинский сельсовет — сельское поселение в Здвинском районе Новосибирской области Российской Федерации.
Административный центр — село Здвинск.

## История
Статус и границы сельского поселения установлены Законом Новосибирской области от 2 июня 2004 года № 200-ОЗ «О статусе и границах муниципальных образований Новосибирской области»

## Население
| 1985  | 1987  | 2002  | 2004  | 2005  | 2006  | 2007  |
| ----- | ----- | ----- | ----- | ----- | ----- | ----- |
| 5455  | ↗6000 | ↘5611 | ↗5836 | ↗5920 | ↘5885 | ↘5782 |
| 2008  | 2009  | 2010  | 2012  | 2013  | 2014  | 2015  |
| ↗5928 | ↗5944 | ↘5602 | ↘5402 | ↘5265 | ↘5107 | ↘5012 |
| 2016  | 2017  | 2018  | 2019  | 2020  | 2021  |       |
| ↘4986 | ↘4921 | ↘4829 | ↘4741 | ↗4768 | ↗4961 |       |

## Состав сельского поселения
| № | Населённый пункт | Тип населённого пункта       | Население |
| - | ---------------- | ---------------------------- | --------- |
| 1 | Здвинск          | село, административный центр | ↗4961     |